# Chicorée frisée wallonne
La chicorée frisée wallonne est une variété de chicorée frisée. Cette variété a une pomme très volumineuse et un cœur très fourni. Sa rusticité et sa résistance aux basses températures en font une variété privilégiée pour les récoltes d'automne et du début de l'hiver.
Elle est semée de juin à août et récoltée de septembre à décembre.

## Races
- Despa
- Dorea
- Ilda
- Lorca
- Monaco